# International Prostate Symptom Score

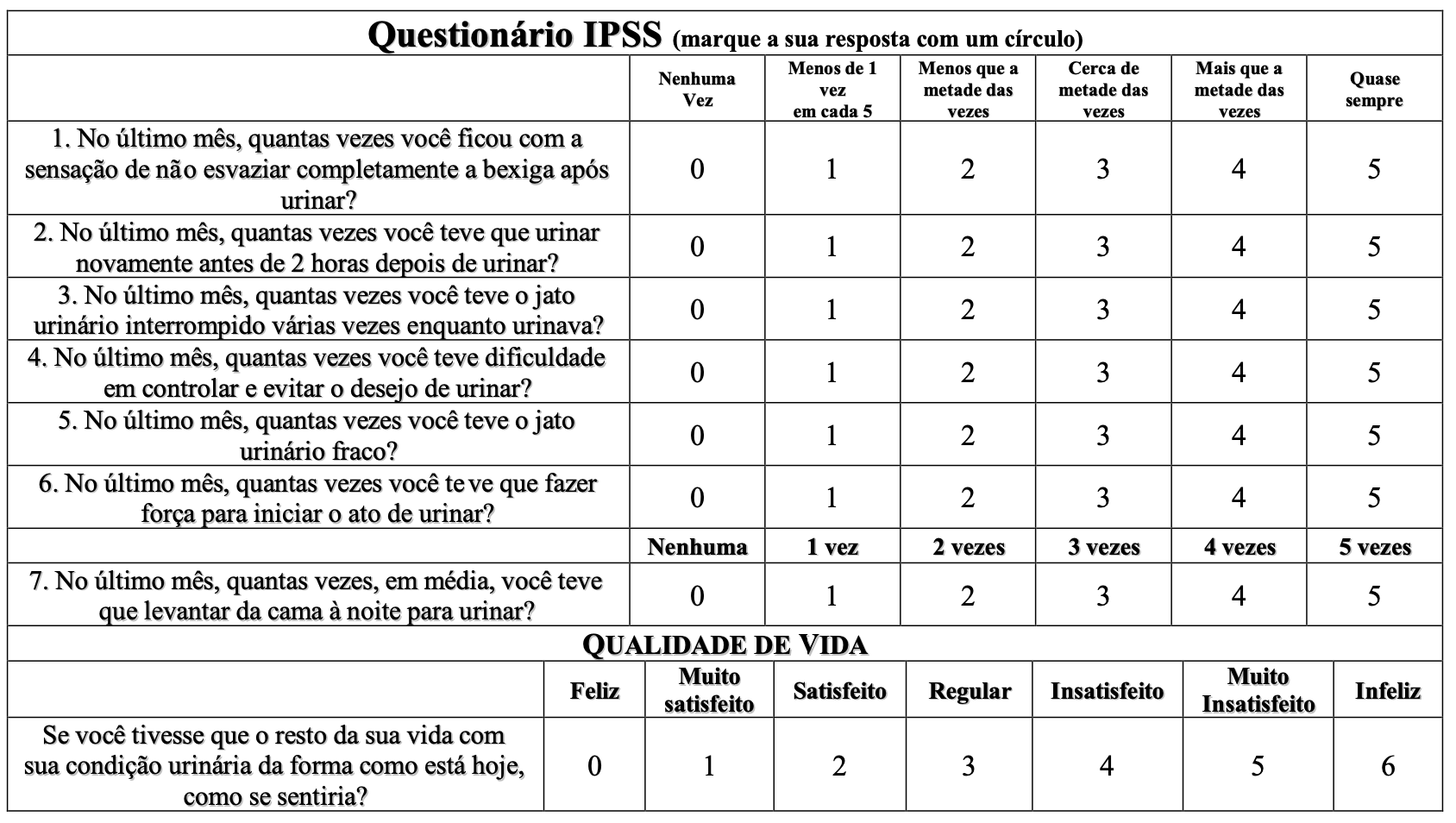
Questionnaire IPSS en espagnol

Le questionnaire International Prostate Symptom Score (IPSS), est un outil de dépistage, d'aide au diagnostic et au suivi des symptômes de l’hypertrophie bénigne de la prostate (HBP). Il a été créé en 1992 par l'Association américaine d'urologie (en)

## Cotation
L'IPSS est constitué de 7 questions sur les difficultés mictionnelles et d'une question sur la qualité de vie.
Les questions portent sur les items suivants : vidange vésicale incomplète, fréquence des mictions, mictions intermittentes (arrêt et reprise du jet), mictions impérieuses (sensation « d'urgence »), jet faible, effort pour uriner (forcer ou pousser), nycturie.
Chaque question se réfère au dernier mois et comporte chacune un score de 1 à 5, pour un total de 35 points maximum.
Les 7 questions ont des réponses cotées de 0 à 5 :
| Réponse              | Cotation |
| -------------------- | -------- |
| Jamais               | 0        |
| Environ 1 fois sur 5 | 1        |
| Environ 1 fois sur 3 | 2        |
| 1 fois sur 2         | 3        |
| 2 fois sur 3         | 4        |
| Presque toujours     | 5        |

Le total des 7 items donnent le score international des symptômes prostatiques en termes de sévérité :
| Sévérité | Score                    |
| -------- | ------------------------ |
| 0 - 7    | Peu symptomatique        |
| 8 - 19   | Modérément symptomatique |
| 20 - 35  | Symptômes sévères        |

Le questionnaire est complété par une huitième question sur la qualité de vie :
« Si vous deviez vivre le restant de votre vie avec cette manière d'uriner, diriez-vous que vous en seriez :
- Enchanté
- Heureux
- Plutôt satisfait
- Partagé : ni satisfait ni ennuyé
- Plutôt pas satisfait
- Malheureux
- Effrayé »

La question 8 de la qualité de la vie se voit attribuer une note de 1 à 6.

## Préconisations
L'IPSS a été conçu de façon simple et rapide afin d'être auto-administré par le patient. Par conséquent, il peut être utilisé aussi bien par des spécialistes que par des médecins généralistes pour le diagnostic de l'HBP. En outre, l'IPSS peut être effectué de façon itérative afin de comparer la progression des symptômes et leur aggravation éventuelle en fonction du temps.
En plus du diagnostic et du suivi de la progression de la maladie, l'IPSS constitue un outil d'aide au traitement. Cependant, une étude effectuée en 2004 aux Pays-Bas, a montré que seulement 20 % environ des médecins généralistes utilisent ce type de questionnaire.
En décembre 2012, le comité des troubles mictionnels de l’homme (CTMH) de l’Association française d’urologie (AFU) a établi des recommandations de bonne pratique pour la démarche diagnostique, le suivi et le traitement d’une hyperplasie bénigne de prostate.
Ce comité préconise la réalisation d'un score symptomatique du type de l'IPSS.